# Струна (приток Страчи)
Струна́ (лит. Strūna, бел. Струна́) — река в Швенчёнском районе Вильнюсского уезда Литвы и Островецком районе Гродненской области Белоруссии, правый приток реки Страча. Длина 31 км, водосбор 194 км², средний наклон водной поверхности 0,9 м/км, среднегодовой расход воды 1,5 м³/с, уклон реки — 0,8 м/км.
Исток реки находится в Литве у деревень Шакалиске и Какакстинове в 6 км к юго-востоку от Швенчёниса. Ранее в верховьях существовал канал, соединявший Струну с Мярой.
Струна течёт по северным склонам Свенцянской возвышенности. Из общего течения реки 13 км приходятся на Литву и 18 км на Белоруссию. Генеральное направление течения в Литве — юг, после пересечения границы река поворачивает на юго-восток. Границу река пересекает у белорусской деревни Рудня.
Долина трапециевидная, её ширина 0,2- 0,5 км в верхнем течении, 1-1,5 км в среднем и нижнем. Пойма узкая. Русло на протяжении 10,3 км канализировано: перед деревней Мостяны (6,3 км) и перед устьем (4 км). В нижнем течении принимает сток из мелиоративных каналов.
Река протекает деревни Варнишке, Акверишке, Чичяляй, Видутине, Карклине, Кульбокишке, Свитайлишке (Литва); Рудня, Домброво, Мостяны (Белоруссия) . Крупнейший приток — Пелека (левый).
Впадает в Страчу в двух километрах к северу от деревни Большие Столпенята вблизи точки, где сходятся Гродненская, Минская и Витебская области.